# Bagliettoa
Bagliettoa is een geslacht van korstmossen dat behoort tot de familie Verrucariaceae van de ascomyceten. De typesoort is Bagliettoa limborioides.
Enkele Nederlandse soorten zijn:
- Witte kalkstippelkorst (Bagliettoa calciseda) - vrij zeldzaam
- Sterretjeskorst (Bagliettoa baldensis) - zeer zeldzaam
- Tulbandkorst (Bagliettoa steineri) - zeldzaam
- Roze kalkstippelkorst (Bagliettoa marmorea) - zeer zeldzaam

## Soorten
Volgens Index Fungorum telt het geslacht 22 soorten (peildatum februari 2021):
| Soortnaam                   | Auteur(s)                     | Publicatiejaar |
| --------------------------- | ----------------------------- | -------------- |
| Bagliettoa bagliettoiformis | (Hazsl.) Gams                 | 1967           |
| Bagliettoa baldensis        | (A. Massal.) Vězda            | 1981           |
| Bagliettoa calciseda        | (DC.) Gueidan & Cl. Roux      | 2007           |
| Bagliettoa cazzae           | (Zahlbr.) Vězda & Poelt       | 1981           |
| Bagliettoa ceracea          | (J. Steiner) Jatta            | 1911           |
| Bagliettoa crassa           | Cl. Roux                      | 2014           |
| Bagliettoa crassiuscula     | (Servít) Hafellner            | 2018           |
| Bagliettoa inaequata        | (Servít) Gams                 | 1967           |
| Bagliettoa limborioides     | A. Massal.                    | 1853           |
| Bagliettoa marmorea         | (Scop.) Gueidan & Cl. Roux    | 2007           |
| Bagliettoa ocellata         | C. Knight                     | 1876           |
| Bagliettoa operculata       | (P.M. McCarthy) P.M. McCarthy | 2008           |
| Bagliettoa parmigera        | (J. Steiner) Gams             | 1967           |
| Bagliettoa parmigera        | (J. Steiner) Vězda & Poelt    | 1981           |
| Bagliettoa parmigerella     | (Zahlbr.) Vězda & Poelt       | 1981           |
| Bagliettoa quarnerica       | (Zahlbr.) Vězda               | 1981           |
| Bagliettoa rubrocincta      | (Breuss) Gueidan & Cl. Roux   | 2014           |
| Bagliettoa sphinctrina      | (Ach.) Körb.                  | 1855           |
| Bagliettoa sphinctrinella   | (Zschacke) Gams               | 1967           |
| Bagliettoa steineri         | (Kušan) Vězda                 | 1981           |
| Bagliettoa subconcentrica   | (J. Steiner) Gams             | 1967           |
| Bagliettoa suzaeana         | (Servít) Gueidan & Cl. Roux   | 2014           |